# إي. جاي وودز
إي. جاي وودز (بالإنجليزية: E. J. Woods)‏ هو مهندس معماري أسترالي، ولد في 1839 في لندن في المملكة المتحدة، وتوفي في 5 يناير 1916 في Kent Town, South Australia ‏ في أستراليا.